# Мопс (порода)
Мопсът е порода кучета, отличаваща се с набръчкано, късомуцунесто лице и навита опашка. Породата има фина, лъскава козина, която варира в най-различни цветове. Най-често светлобежов или черен. Има едро, квадратно тяло с добре развити мускули.
Мопсовете са пренесени от Китай в Европа през 16. век и са популяризирани в Западна Европа от House of Orange, Холандия и Къщата на Стюарт. В Обединеното кралство през 19. век кралица Виктория развива страст към мопсовете и я предава на други членове на кралското семейство.
Мопсовете са известни като общителни и добри кучета-компаньони. Американският киноложки клуб описва личността на породата като „сдържана и очарователна“. Мопсовете остават популярни и през 21. век. Породата мопс е избрана за най-добра в шоуто на World Dog Show през 2004 г.

## Описание
Докато мопсовете от 18. век са склонни да бъдат дълги и слаби, предпочитанията към съвременния вариант на породата са квадратно тяло, компактна форма, дълбок гръден кош и добре развита мускулатура. Техните гладки и лъскави палта могат да бъдат светлобежови, кайсиеви, сребърни или черни. Маркировките са ясно дефинирани и има следа от черна линия, простираща се от тила до опашката. Опашката обикновено се навива плътно над ханша.
Мопсовете имат две различни форми за ушите си, „роза“ и „бутон“. Ушите „роза“ са по-малки от стандартния стил на ушите „бутон“ и са сгънати с предния ръб срещу страната на главата. Предпочитанията за разплод се насочват към ушите в стил „бутон“.
Краката на мопсовете са силни, прави, с умерена дължина. Раменете им са умерено отпуснати назад. Глезените им са здрави, краката са малки, пръстите на краката са добре разделени и ноктите са черни. Долните зъби обикновено изпъкват по-далеч от горните, което води до зъбно-челюстни отклонения.

### Темперамент
Тази порода често се описва с латинската фраза multum in parvo, или „много в малко“ или „много кучета в малко пространство“, намеквайки за забележителната и очарователна личност на мопса, въпреки малкия му размер. Мопсовете са силно волеви, но рядко агресивни и са подходящи за семейства с деца. По-голямата част от породата са любители на децата. В зависимост от настроението на собственика си, те могат да бъдат тихи и послушни, но и жизнени и закачливи. Мопсовете са склонни да бъдат интуитивни и чувствителни към настроенията на собствениците си и обикновено са готови да им угодят. Мопсовете са игриви и процъфтяват в човешките приятелства. Те са склонни да имат мързелив характер и прекарват много време в дрямка. Мопсовете често се наричат „сенки“, защото следват стопаните си наоколо и обичат да досаждат, жадувайки за внимание и обич от страна на стопаните си.
Бременността на мопса трае средно 63 дни. Средният размер на котилото за мопс е от 4 до 6 кученца, въпреки че това може да варира от 1 до 9 и пак да се счита за нормално.
- Породата има силни, прави крака, поставени добре под тялото и опашка, която се навива над бедрото
- Чистопородните мопсове са известни със своите бръчки по лицето
- Очите трябва да са големи със заоблена форма и тъмен цвят
- Светлобежов е най-често срещаният цвят за мопс, но Американският киноложки клуб също разпознава черния цвят. Канадският киноложки клуб разпознава цветовете черен, сребърен, кайсиев и светлобежов

### Китайски произход
Мопсовете са пренесени от Китай в Европа през 16. век. Подобни кучета са били популярни в императорския двор по време на династията Сун.
В древни времена мопсовете са били отглеждани като другари на управляващи семейства в Китай. Мопсовете са били високо ценени от китайските императори, а императорските кучета били отглеждани в лукс и охранявани от войници. По-късно мопсовете се разпространяват и в други части на Азия. В Тибет будистките монаси държат мопсовете като домашни любимци в своите манастири. Породата е запазила привързаната си към собствениците си от древни времена.
Мопс пътува с Уилям III и Мери II, когато напускат Холандия, за да приемат трона на Англия през 1688 г. През този период Мопсът може да е бил отглеждан със стария тип Кинг Чарлз шпаньол, давайки на съвременния Кинг Чарлз шпаньол характеристиките на Мопс.

## Здравословни проблеми
Тъй като на мопсовете им липсват по-дълги муцуни, са податливи на наранявания на очите като проптоза, надраскани роговици и болезнена ентропия. Те също имат компактни дихателни пътища, ставайки много склонни към затруднено дишане или неспособни ефективно да регулират температурата си чрез устата и забързано дишане. Нормалната телесна температура на мопса е между 101 °F (38 °C) и 102 °F (39 °C). Ако тази температура се повиши до 105 °F (41 °C), нуждата от кислород се увеличава значително и е необходимо незабавно охлаждане. Ако телесната температура достигне 108 °F (42 °C), може да възникне органна недостатъчност. Проблемите им с дишането могат да се влошат от стреса при пътуване като въздушен товар на самолет. След смъртта на мопсове и други брахицефални породи, няколко авиокомпании забраняват превозването им като товар и въвеждат сезонни ограничения.
Мопсовете, които живеят предимно заседнал живот, могат да бъдат склонни към затлъстяване, въпреки че това е възможно да се избегне при редовни физически упражнения и здравословна диета. Средната продължителност на живота на мопсовете е 11 години, което е в съответствие с други породи със същия размер.

### Чести здравословни проблеми
Мопсовете, както и другите породи с къса носа, имат удължени небца. Когато са развълнувани, те са склонни към „обратно кихане“, което ги кара бързо (и привидно трудоемко) да ахне и да изсумти. Ветеринарното наименование за това е фарингеален рефлекс на гърлото и се причинява от попадане на течност или отломки под небцето и дразнене на гърлото или ограничаване на дишането. Обратните епизоди на кихане обикновено не са вредни и масажирането на гърлото на кучето или покриването на носа му, за да го накара да диша през устата, често може да съкрати припадането на кихане.
Някои мопсове също се раждат със стенотичен нарес, които също могат да възпрепятстват дишането им. В някои случаи прищипените ноздри правят дишането още по-трудно за тази порода и оказват допълнителен натиск върху ларинкса. В някои случаи кучето може да припадне от запушени дихателни пътища. Ако това се случи, трябва да попитате вашия ветеринарен лекар дали е необходима операция за модифициране на дихателните пътища.
Мопсовете имат много бръчки по лицата си, така че е необходимо собствениците често да почистват измежду гънките, за да избегнат дразнене и инфекция. Ако това не бъде направено, кучето може да развие състояние, известно като дерматит на кожната гънка.
Анормално образуване на тазобедрената ямка, известно като дисплазия на тазобедрената става, засяга близо 64% от мопсовете в проучване от 2010 г., проведено от Ортопедичната фондация за животни; породата е класирана на второ място за най-силно засегната от това състояние от 157 тествани породи.
Мопсовете са една от няколкото породи, които са по-податливи от други кучета на демодекоза, известна още като „демодекс“. Това състояние се причинява, когато паразитните акари, които често присъстват в кожата на кучето, без да причиняват симптоми, при здрава имунна система, нанасят щети, когато техният домакин има отслабена имунна система. Това е проблем за много млади мопсове, въпреки че обикновено не е основен, и е лесно лечим, но някои са особено податливи и имат наличие на системна форма на заболяването. Счита се, че тази уязвимост е генетична и животновъдите избягват да размножават кученца от възрастни, които имат това състояние.
През 2008 г. в разследващ документален филм, извършен от Би Би Си, е установено значително кръстосване между породисти кучета, с проучване на Imperial College, Лондон, което показва, че 10 000 мопса във Великобритания са толкова хибридни, че техният генофонд е еквивалент на само 50 индивида.

### Сериозни здравословни проблеми
Мопсовете могат да страдат от некротизиращ менингоенцефалит (NME), известен също като енцефалит на кучета Pug (PDE), възпаление на мозъка и мозъчните обвивки. NME се среща и при други малки кучета, като йоркширски териер, малтийски и чихуахуа. Не е известно лечение за NME, което се смята за наследствено заболяване. Кучетата обикновено умират или трябва да бъдат приспани в рамките на няколко месеца от началото, което при тези, които са податливи на това състояние, е предимно между шест месеца и три години.
Тази порода, заедно с други брахицефални кучета (напр. Боксьори, булдози), също са склонни към полукълба. Извитата опашка на британски булдог е пример за полукълна, но когато се появи не в опашната кост, а в други области на гръбначния стълб, това може да причини парализа. Състоянието възниква, когато две части на гръбначния прешлен не се сливат правилно, докато млад Мопс все още расте, което води до неправилна форма на гръбначния стълб, който може да окаже натиск върху гръбначния мозък.

## Исторически изображения
- Деца на маркиз дьо Бетун с мопс, 1761 г.
- Мъжки мопс, 1802 г.
- Портрет на Силви де ла Рю, около 1810 г.
- „Млада дама в лодка с мопс“ от Джеймс Тисо, 1870 г.
- Гравюра на мопсовете „Punch and Tetty“ от книгата от 1859 г. „Кучето в здраве и болест“.
- Мопс от 1915 г.
- Снимка на мопс, около 1900 г. Обърнете внимание на малката глава и дългите крака, които има
- Мопс от Карл Райхърт. (1836 – 1918)

## В популярната култура
Породата става емблематична в Индия, тъй като е представена като талисман в поредица реклами на „Водафон“, режисирани от Пракаш Варма. Мопсът, който е представен предимно в рекламите, е Cheeka. Рекламната кампания е последвана от нарастване на популярността на мопсовете в Индия и продажбата им повече от два пъти в рамките на месеци, като цените за мопсовете се повишават значително.
Филмът „Приключенията на Мило и Отис“ от 1989 г. включва мопс на име Отис, известен като „Poosky“ в оригиналната си версия от 1986 г.
Филмът „Мъже в черно“ включва Франк, измислен говорещ мопс, изобразен от животинския актьор Мушу. Отис и Франк са герои, които са помогнали за популяризирането на мопсовете и са се превърнали в емблематични примери за породата.